# 2. Deutscher Bundestag
Der 2. Deutsche Bundestag bestand zwischen dem 6. Oktober 1953 und dem 6. Oktober 1957. Insgesamt tagte der 2. Deutsche Bundestag in 227 Sitzungen, wobei die letzte Sitzung am 29. August 1957 stattfand. Der 2. Bundestag konstituierte sich durch die Bundestagswahl 1953, die am 6. September 1953 stattfand.
Alterspräsidentin war Marie-Elisabeth Lüders von der FDP, für den Abgeordneten Konrad Adenauer (CDU), der als Bundeskanzler die Würde des Alterspräsidenten nicht wahrnehmen wollte.
Am 9. Oktober 1953 wählte der 2. Bundestag Konrad Adenauer mit 305 (+11) Ja-Stimmen, 148 (+11) Nein-Stimmen, 14 Enthaltungen im ersten Wahlgang zum Bundeskanzler.

## Mitglieder des Bundestages
Der 2. Bundestag hatte zu Beginn der Legislaturperiode insgesamt 487 Abgeordnete (+22 Berliner Bundestagsabgeordnete) und am Ende 497 (+22) Abgeordnete. Am 4. Januar 1957 wurde der Bundestag durch zehn weitere Abgeordnete des Saarlandes aufgestockt, die zuvor vom Landtag des Saarlandes bestimmt wurden. Damit erhöhte sich die Anzahl der voll stimmberechtigten Bundestagsabgeordneten von 487 auf 497. Von diesen zehn Abgeordneten gehörten anfangs je drei der CDU und der DPS an sowie je zwei der SPD und der CVP. Den höchsten Sitzanteil hatte die CDU/CSU mit 243 (+6) Sitzen (Ende: 261), worauf die SPD mit 151 (+11) Sitzen (Ende: 164) folgte. Zudem waren im 2. Bundestag noch die FDP (48+5 Sitze, am Ende 39 Sitze), die GB/BHE (27 Sitze, am Ende 19 Sitze), die DP (15 Sitze, am Ende 34 Sitze) und Zentrum (3 Sitze, am Ende 2 Sitze) vertreten. Dem 2. Bundestag gehörten 129 ehemalige NSDAP-Mitglieder an.

## Präsidium des Bundestages
Hermann Ehlers wurde in der ersten Sitzung mit 466 Ja-Stimmen, 30 Enthaltungen und 4 ungültigen Stimmen erneut zum Bundestagspräsidenten gewählt. Er verstarb am 29. Oktober 1954 an den Folgen einer Mandelvereiterung. Am 16. November 1954 wurde Eugen Gerstenmaier im dritten Wahlgang zu seinem Nachfolger gewählt.

## Arbeit

### Gesetze
Insgesamt kam es zur Einbringung von 877 Gesetzesinitiativen in den Bundestag, wovon sich 446 auf Regierungsvorlagen, 17 auf Initiativen des Bundesrates und 414 auf Initiativen des Bundestages verteilen. Insgesamt wurden 507 Gesetze während der 2. Legislaturperiode vom Bundestag verabschiedet.

### Ausschüsse
Der 2. Bundestag hatte 38 ständige Ausschüsse.

## Parlamentarische Kontrolle

### Anfragen, Aktuelle Stunden und Befragungen
Insgesamt kam es während der Legislaturperiode des 2. Bundestages zu 97 großen Anfragen und 377 kleinen Anfragen. Zudem gab es 44 Fragestunden.

### Untersuchungsausschüsse
Während der Legislaturperiode des 2. Bundestages kam es zu drei Untersuchungsausschüssen.

#### 1. Untersuchungsausschuss
Am 17. September 1954 wurde der 1. Untersuchungsausschuss eingesetzt, der auch als „Fall John-Untersuchungsausschuss“ bezeichnet wird. Zwischen dem 10. November 1954 und dem 3. Juli 1957 fanden 16 Sitzungen statt. Dieser Untersuchungsausschuss widmete sich den Fragen um den Übertritt des Präsidenten des Bundesamts für Verfassungsschutz, Otto John, in die DDR am 20. Juli 1954.

#### 2. Untersuchungsausschuss
Am 28. Januar 1955 wurde der 2. Untersuchungsausschuss eingesetzt, der auch als „Bereinigung des Reichs- und Bundesrechts-Untersuchungsausschuss“ bezeichnet wird. Zwischen dem 25. März 1955 und dem 24. Juni 1957 fanden 4 Sitzungen statt.

#### 3. Untersuchungsausschuss
Am 23. Februar 1956 wurde der 3. Untersuchungsausschuss eingesetzt, der auch als „Einfuhr- und Vorratsstelle-Untersuchungsausschuss“ bezeichnet wird. Zwischen dem 2. Mai 1956 und dem 23. Mai 1957 fanden 14 Sitzungen statt.

## Tagungsorte
Am 19. und 20. Oktober 1955 kam der Bundestag zu seiner 106. und 107. Sitzung erstmals in seiner Geschichte im damals geteilten Berlin zusammen; als Tagungsort diente der Große Hörsaal des Physikalischen Instituts der Technischen Universität. Dort fanden auch die 163. und 164. Sitzung am 10. und 11. Oktober 1956 statt. Ansonsten tagte der Bundestag in dieser Wahlperiode im Bonner Bundeshaus, dessen damaliger Plenarsaal 1987 abgebrochen wurde.